# ベネヴェントゥムの戦い (紀元前212年)
第二次ベネヴェントゥムの戦い（ベネヴェントゥムのたたかい）は、第二次ポエニ戦争中の紀元前212年にベネヴェントゥム（現在のベネヴェント）近郊で発生した、ハンノ率いるカルタゴ軍とクィントゥス・フルウィウス・フラックス率いるローマ軍の間の戦闘である。ベネヴェントゥムでの戦いは紀元前214年に続いて2度目であるが、今回もローマが勝利した。

## 背景
紀元前216年のカンナエの戦いの勝利の後、ハンニバルはイタリア半島のローマ同盟都市にカルタゴとの同盟を結ぶように働きかけた。紀元前212年頃までにいくつかの都市国家や部族はローマから離れたが、それにはカンパニアのアテラ（en）、カラティア（en）、アプリアの一部、サムニウム人（ペントリ族を除く）、ブルッティ族（en）、ルカニ族（en）、ウゼンティ族、ヒルピニ族、コンパサ（現在のコンツァ・デッラ・カンパーニア）、マグナ・グラエキアのギリシャ人都市国家ではタレントゥム（現在のターラント）メタポントゥム（en）、クロトーン、ロクリ、加えてガリア・キサルピナ全土等が含まれる。その中で最も重要な都市は、ローマに次ぐ都市であるカプアであった。他方、カプアから70キロメートル程の距離にあるベネヴェントゥムは、依然としてローマとの同盟関係を維持していた。

## 開戦の原因
紀元前212年にカプア攻略を狙ったローマ軍後を撃破した後（第一次カプア包囲戦）、ハンニバルはカンパニアを離れて南イタリアのタレントゥムの攻略を行っていた。他方ローマの2人の執政官（コンスル）、クィントゥス・フルウィウス・フラックスとアッピウス・クラウディウス・プルケルはサムニウムに滞在して、再度のカプア攻略の準備を行っていた。ローマ軍はカプア近郊の土地の種蒔を阻止していたため、カプアの食料は減り始めていた。
このため、カプアはハンニバルに連絡し、ローマ軍が到着して付近の土地・道路を占領する前に食料を運び込むように依頼した。ハンニバルはブルティウムに滞在していたハンノに対し、軍を率いてカンパニアに向かい、カプアに食料を供給するよう命令した。ハンノはローマ軍を避けるために、ローマの同盟都市であるベネヴェントゥムから4.5キロメートル離れた場所に野営地を設置した。そこから近郊のカルタゴ同盟都市に依頼し、兵士に護衛させて夏の間に食料を野営地に集積した。その後、カプアに対して荷車を集めて食料を受け取りに来るよう連絡した。しかしカプアは事前の準備がなく、400台の荷車と数頭の馬を集めることができたのみであったため、ハンノに叱責された。
この事を知ったベネヴェントゥム市民は、ボヴィアヌム（現在のボヤーノ）近くに野営していた執政官に直ちに通報した。これに応えて、フラックスはカンパニアに向かい、翌日の夜にはベネヴェントゥムに入城した。そこでハンノが軍の一部を率いて、荷車2,000台に食料を積んでカプアに向かったことを知った。カルタゴ軍野営地はいくらかの農民や奴隷が残っているだけで武装した兵士はほとんどおらず、混乱状態にあった。

## 戦闘

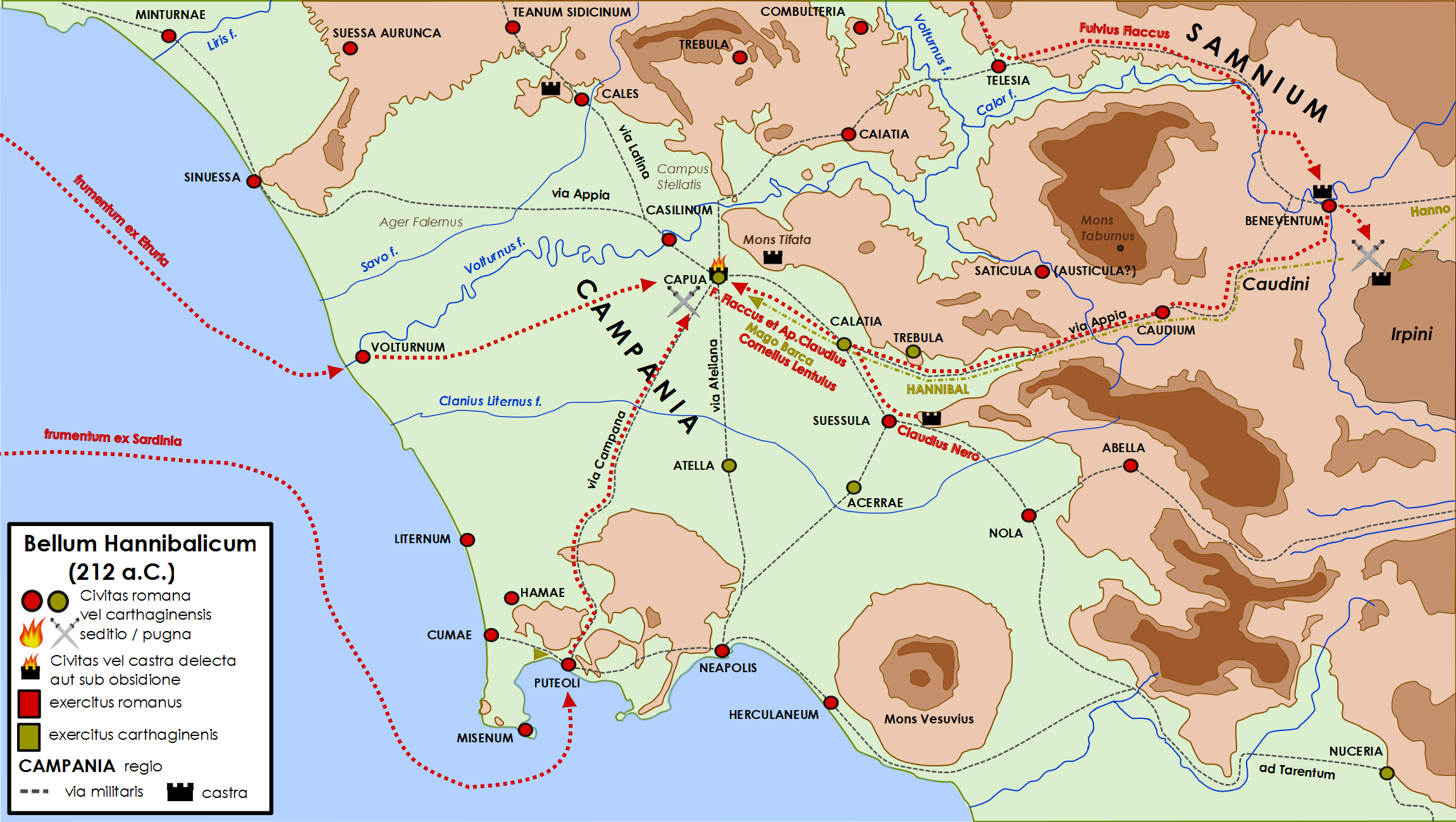
紀元前212年のカンパニアにおけるハンニバルの動き

この情報を得たフラックスは、翌日の夜にカルタゴ軍野営地を攻撃するよう命令した。明け方の3時から6時の間にベネヴェントゥムを出発し、夜明け前にカルタゴ軍野営地に到着した。カルタゴ軍は奇襲を受けた形となったため、もし野営地が平地に設営されていたら最初の攻撃で占領されていたであろう。しかし、野営地は高地に設営されており、攻撃のためには困難な坂を登る必要があった。夜明けには激戦となった。カルタゴ軍は良く防御し、優勢に戦闘を進め、登ってくるローマ軍を撃退した。
既に多くのローマ兵が負傷するか戦死しており、攻撃は希望が無いように思えた。フラックスは高級幕僚（トリブヌス・ミリトゥム）を集め、一旦戦闘の中止を命令した。援軍の到着を待って翌日に再度の攻撃を試みようとしたのだが、多くのローマ兵は撤退を拒否し、カルタゴ軍に反撃した。
フラックスは一部の兵士達が防御施設を突破しようとするのを見て考えを変え、他の兵士にも援護をするように命令した。再び戦闘が開始され、ローマ軍は予想外の勝利を得た。カルタゴ軍の戦死者は6.000に達し、加えて食料を取りに来ていたカプア人も含め7,000が捕虜となった。また、食料運搬のための荷車や馬も鹵獲された。

## その後
カルタゴ軍野営地を破壊した後、ローマ軍はベネヴェントゥムに戻り、略奪物資は競売にかけられ、また兵士達に分配された。他方、ハンノは野営地のカルタゴ軍の敗北を知り、ブルティウムに戻ったが、途中での逃亡兵も多かった。

### 古代の記録
- (GRC) Appiano di Alessandria, Historia Romana (Ῥωμαϊκά), VII e VIII.
- (GRC) Polibio, Storie (Ἰστορίαι), VII.
- (GRC) Strabone, Geografia, V.
- (LA) Tito Livio, Ab Urbe condita libri, XXI-XXX.

### 現代の研究書
- Giovanni Brizzi, Storia di Roma. 1. Dalle origini ad Azio, Bologna, Patron, 1997, ISBN 978-88-555-2419-3.
- André Piganiol, Le conquiste dei romani, Milano, Il Saggiatore, 1989.
- Howard H.Scullard, Storia del mondo romano. Dalla fondazione di Roma alla distruzione di Cartagine, vol.I, Milano, BUR, 1992, ISBN 978-88-17-11903-0.